# Reo Mochizuki
Reo Mochizuki (望月 嶺臣 Mochizuki Reo?, nacido el 18 de enero de 1995 en Ryūō, Gamō, Shiga) es un exfutbolista japonés que se desempeñaba como centrocampista.

## Trayectoria

### Clubes
| Club                | País  | Año         |
| ------------------- | ----- | ----------- |
| Nagoya Grampus      | Japón | 2013 - 2015 |
| J. League sub-22    | Japón | 2014 - 2015 |
| Renofa Yamaguchi FC | Japón | 2016        |
| Kyoto Sanga FC      | Japón | 2017 - 2019 |
| Veertien Mie        | Japón | 2020 - 2021 |

## Estadística de carrera

### J. League
| Club                | Año   | J. League | J. League | Copa J. League | Copa J. League | Total | Total |
| Club                | Año   | Part.     | Goles     | Part.          | Goles          | Part. | Goles |
| ------------------- | ----- | --------- | --------- | -------------- | -------------- | ----- | ----- |
| Nagoya Grampus      | 2013  | 0         | 0         | 1              | 0              | 1     | 0     |
| Nagoya Grampus      | 2014  | 3         | 0         | 2              | 0              | 5     | 0     |
| Nagoya Grampus      | 2015  | 3         | 0         | 3              | 0              | 6     | 0     |
| J. League sub-22    | 2014  | 1         | 0         | -              | -              | 1     | 0     |
| J. League sub-22    | 2015  | 12        | 0         | -              | -              | 12    | 0     |
| Renofa Yamaguchi FC | 2016  | 10        | 1         | -              | -              | 10    | 1     |
| Kyoto Sanga FC      | 2017  | 19        | 1         | -              | -              | 19    | 1     |
| Total               | Total | 48        | 2         | 6              | 0              | 54    | 2     |